# Apm (홍콩)

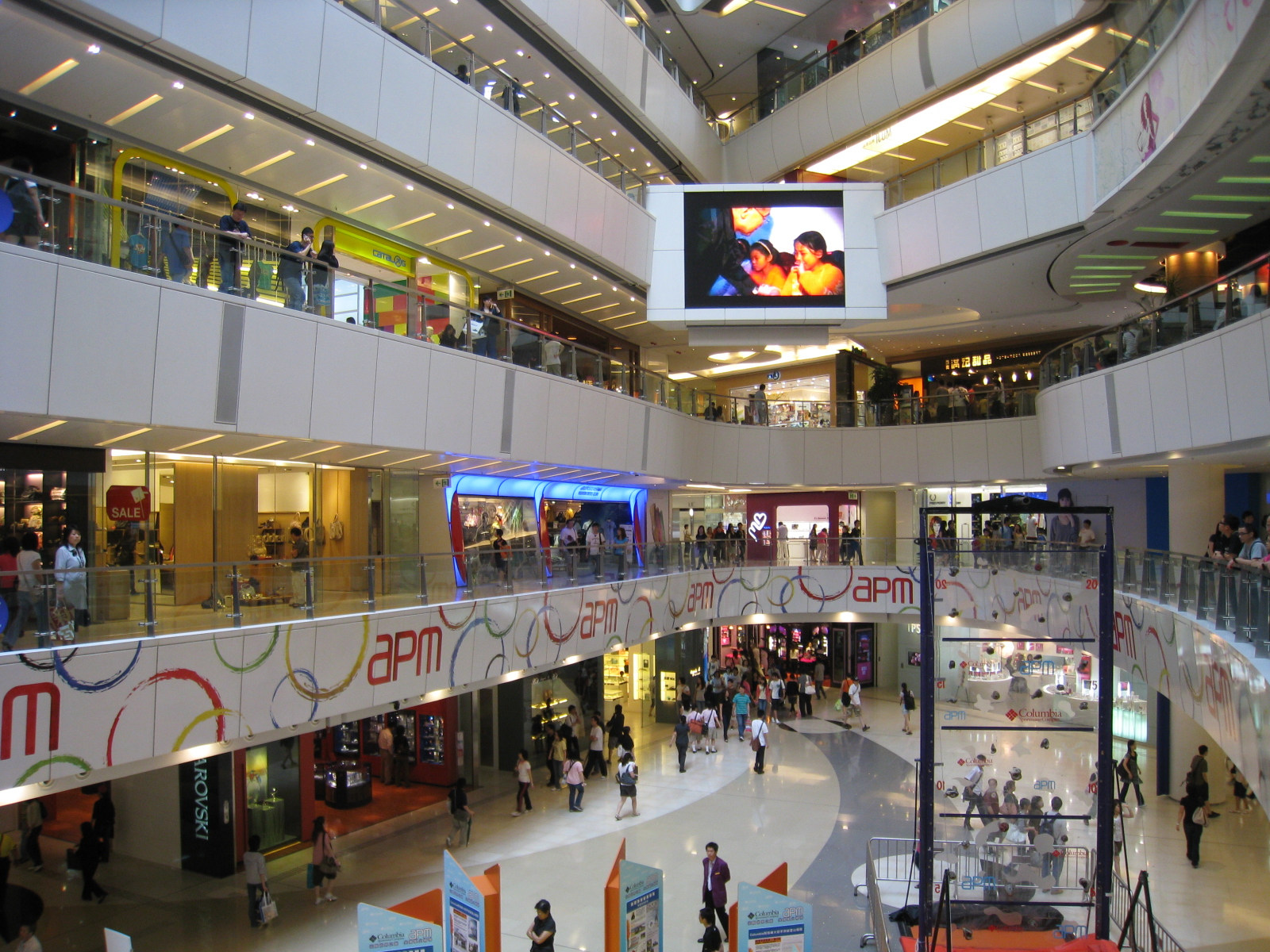
apm

apm은 중국 홍콩 군통에 있는 대형 쇼핑 센터이다. 2005년 4월 문을 열었다.

## 같이 보기
- Beijing apm